# Пистолет-пулемёт Кирали
Пистолет-пулемёт Кирай — Kiraly 39.M, 39 Minta, Géppisztoly 39M, Király géppisztoly — венг. Кирай Гейппистой, Danuvia — пистолет-пулемёт, разработанный в конце 1930-х годов венгерским конструктором-оружейником Палом Кирай (Pál Dedái Király; он же Paul D. Kiraly, Пауль или Пал Кирай).
Иногда ошибочно произносится, как «кирали», хотя правильно именно «кирай», поскольку буквосочетание «ly» в венгерском языке читается, как «й».
Был принят на вооружение венгерской армией в 1939 году под обозначением 39.М и серийно производился на заводе Danuvia Gepgyar.
В 1942—1943 годах был разработан более компактный образец 43.М, имевший складной приклад и укороченный ствол.
Учитывая все модификации, было выпущено всего 8000 шт, что делает его крайне редким и ценным среди коллекционеров. Цена образцов в хорошем состоянии может доходить до 12000$.

## История создания
Внешне и конструктивно 39.М весьма напоминает более ранний швейцарский ПП SIG MKMS 1934 года системы Готтарда Энда, в разработке которого участвовал Пал Кирай, работавший до 1937 года на фирме SIG. Главное их различие заключается в принципе замедления отката личинки затвора — у MKMS оно осуществлялось за счёт её перекоса, а в конструкции 39.М Кирай применил собственную оригинальную разработку с двуплечим рычагом.

## Конструкция и характеристики

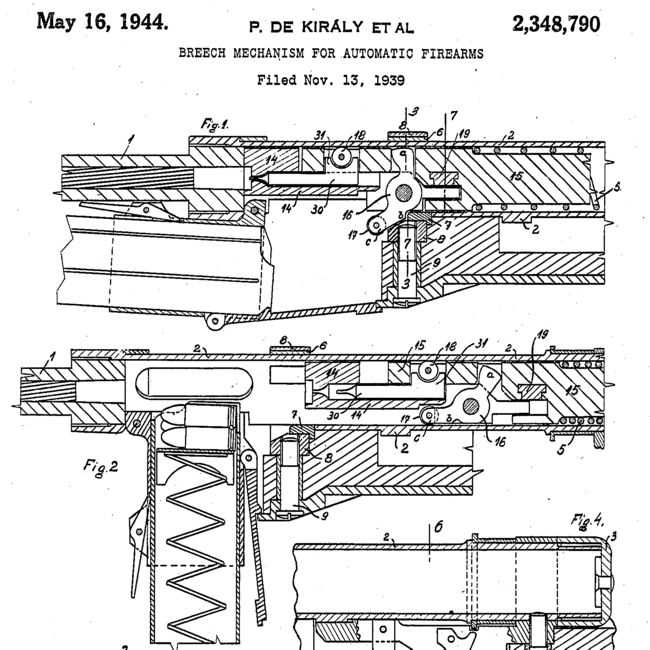
Полусвободный затвор системы Кирай.

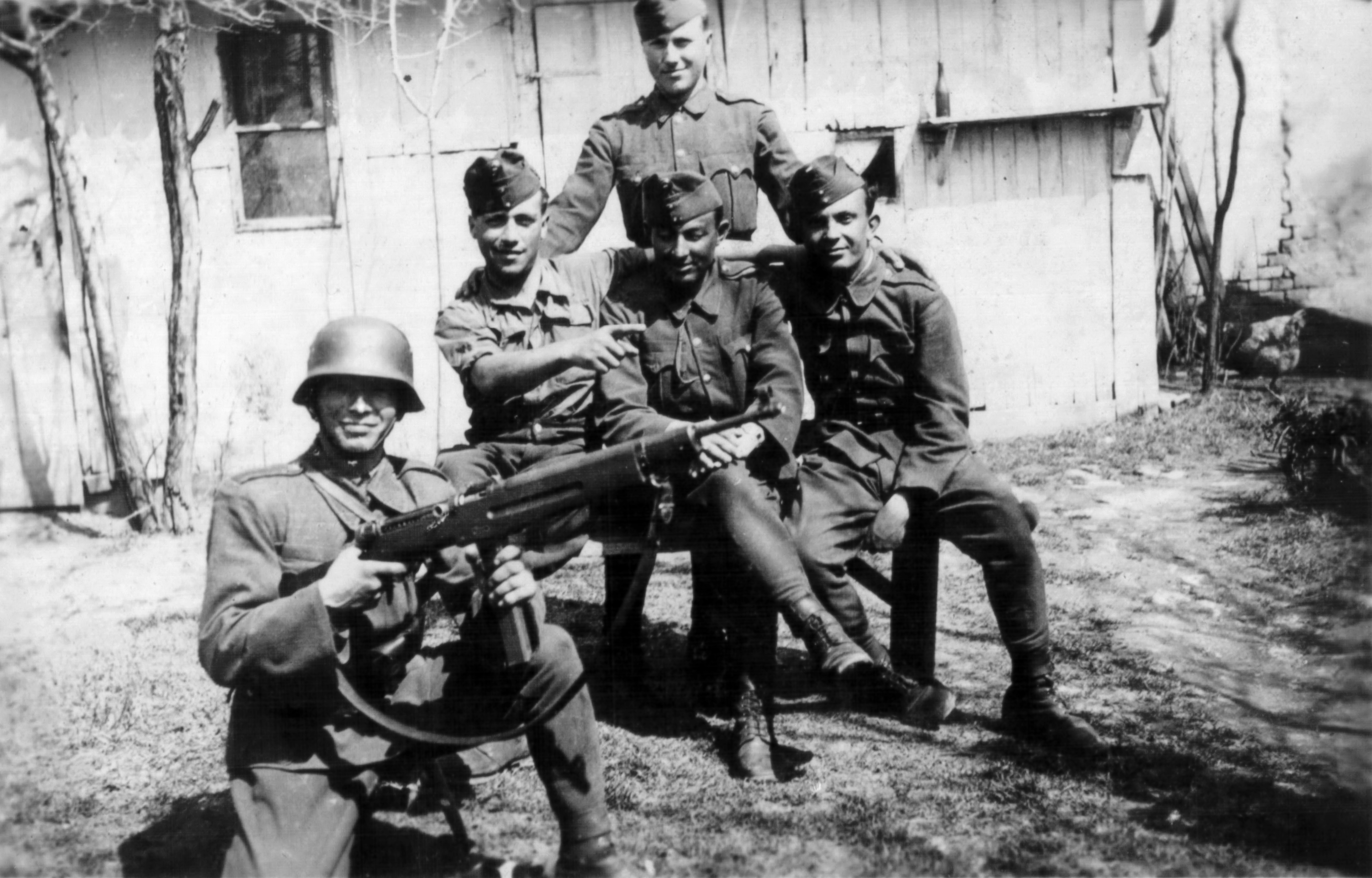
Венгерские солдаты в Карпатах с пистолетом пулеметом Кирай

Из-за большой мощности патрона и длинного ствола, 39.M использовал автоматику с полусвободным затвором оригинальной системы Кирай, имевшим рычажное замедление.
Замедление отката боевой личинки затвора (его передней части, непосредственно закрывающей канал ствола) осуществляется благодаря двуплечему рычагу, который взаимодействовал со ствольной коробкой и массивным телом (задней частью) затвора.
За счёт этого в начальный момент выстрела энергия отдачи перераспределялась между удерживающей гильзу в патроннике боевой личинкой и телом затвора, замедляя первую за счёт ускорения отхода назад последнего. После того, как рычаг выходит из зацепления со ствольной коробкой, затворная группа продолжает откат по инерции уже как единая деталь.
Ударно-спусковой механизм ударникового типа. Стрельба производится «с заднего шептала» («с открытого затвора»), то есть перед выстрелом затвор находится в заднем положении. Предохранитель-переводчик режимов огня расположен в задней части ствольной коробки.
Прицельные приспособления включают мушку в намушнике и секторный прицел. Ложа пистолета-пулемета 39.М деревянная со ствольной накладкой. При стрельбе одиночными выстрелами и короткими очередями это обеспечивало удобство и однообразие прицеливания, однако при продолжительной и интенсивной стрельбе закрытый ложей и ствольной накладкой ствол перегревался, что несколько снижало точность огня.
Благодаря длинному (500 мм) стволу, применению сравнительно мощного патрона 9×25 мм и оригинальной конструкции, 39М по своим характеристикам существенно превосходил средний уровень своего класса, будучи в нём одним из наиболее мощных образцов. Однако это привело к существенному увеличению габаритов и массы оружия, а также повышению трудоёмкости его изготовления, что не позволило ему стать действительно массовым — было выпущено всего лишь от 8 до 10 тысяч экземпляров, не так уж много даже для промышленности Венгрии.
Ещё одной оригинальной чертой этого оружия была откидная горловина магазина, в походном положении магазин складывался и оказывался в горизонтальном положении под стволом, в специальном пазу цевья. Это, как считалось, позволяло замаскировать пистолет-пулемёт — 39.М со сложенным магазином было сложно отличить от обычной магазинной винтовки. Насколько практичным оказалось это решение, судить сложно.
Пистолет-пулемет 39.М комплектовался штатным венгерским штык-ножом.
Советские военные достаточно низко оценили трофейный образец пистолета-пулемёта при испытаниях в НИПСВО, отметив низкую кучность и недостаточную для габаритов оружия мощность патрона.
После войны Кирай эмигрировал в Доминиканскую республику, где на основе 39.М разработал автоматический карабин Cristobal M2 — оригинальное оружие под патрон .30 Carbine, находившееся по своим боевым возможностям примерно посередине между пистолетом-пулемётом и автоматом / штурмовой винтовкой.
Из современного оружия, тот же самый принцип работы применён на французском автомате FA MAS.